# 切れない糸
『切れない糸』（きれないいと）は、坂木司による推理小説。

## 概要
東京の商店街の一角にあるクリーニング店「アライクリーニング」を主な舞台に、店の先代店主新井和夫（あらい かずお）の急死に後を継がされたその息子新井和也（あらい かずや）が、仕事を覚える過程で来客の身の回りに起こる、いわゆる「日常の謎」を、持ち込まれた衣類、その汚れ、依頼者や、その関係者への聞き込みによって友人沢田直之（さわだ なおゆき）たちと推理していく、冒頭「プロローグ」、終幕「エピローグ」を除く全4話の短編小説集。著者坂木デビュー作『青空の卵』に始まる3部作『「ひきこもり探偵」シリーズ』の次作にあたる。東京創元社より2005年5月に単行本が創元クライム・クラブ、2009年7月に文庫版が創元推理文庫レーベルより刊行。部数は、創元推理文庫版『切れない糸』第14版刊行時点で10万部を突破。2010年度大学読書人大賞投票作品。
続編として2007年6月、「ゴルフ帰り同盟」が「ミステリーズ!」vol.23に読切の短編小説として掲載された。新井、沢田が「喫茶ロッキー」を舞台に「ゴルフ帰り」とする来客4人を巡った「謎」を推理する。挿絵は石川ともこ。

## 世界観
他の坂木作品とは、『切れない糸』は、舞台となった商店街、登場人物の1人を『和菓子のアン』（光文社）と共有し、当初「クリーニング」と共にあった「御用聞き」の案は、宅配便に関した作品『ワーキング・ホリデー』（文藝春秋）に繋がり、舞台の商店街にある「洋菓子かとれあ」は、『切れない糸』『和菓子のアン』、『ワーキング・ホリデー』続編『ウィンター・ホリデー』（文藝春秋）3作に登場した。
「ゴルフ帰り同盟」には「ハチのマークが描かれた宅配便の車」として『「ホリデー」シリーズ』に出てくる架空の宅配便「ハニービー・エクスプレス」と同一の特徴を持つ宅配便の車が登場した。
アライクリーニング
物語の主な舞台となる架空のクリーニング店。「アライ」は名字の「新井」と洗濯物の「洗い」をかけたもの。集荷も行い、移動に先代がライトバンを使ったが、新井はバイクに乗って担当する。引き取った衣類の洗濯は、原則として工場に委託、手作業や急ぎを要するものは店で処理し、主に茂田が担当する。
喫茶ロッキー
沢田がアルバイトとして勤務する架空の喫茶店。飲み物はコーヒー、食べ物はトーストからホットドッグ、ピラフセットまで各種揃っている。店主のマスターが別にいるが、昼までで、以降は沢田に任されている。4月ごろにマスターは旅に出かけ不在になり、沢田が店を営業することになった。2階に沢田の部屋がある。

## あらすじ

### グッドバイからはじめよう
父親新井和夫（あらい かずお）の急死に、悲しみにくれながらも、その息子新井和也（あらい かずや）は、今日も仕上がり具合に口うるさいことで知られる河野（こうの）から、ワイシャツの仕上がり具合で苦情を受けていた。河野は妻と息子の雅史（まさふみ）と3人家族。ある日、河野の妻から衣類を引き取って欲しいとアライクリーニングに電話が入った。集配に河野宅に訪れると、河野からトレーナーを渡された。アライクリーニングに持ち帰ると、普通は自宅で洗うもの、消耗品だから、子供服はクリーニングに出さないものと返ってきた。
2度目の集配では河野が応対した。袋から女物の衣装が覗く中、河野は憔悴していた。アライクリーニングに戻ると、女性の春物衣装や家庭でも洗えるパジャマがあるのは不自然だ、と返ってきた。洗濯物をアライクリーニングに取りにきたのは河野の妻だった。以後、河野は、新井と町中で会う度、町の案内を求めた。案内の中で河野は、妻は出張で、自分が慣れない家事をしている、と答えた。
ある日。アライクリーニングに出張から戻ってきた河野の妻と雅史が現れた。河野の妻が引き取りの対応をしている隙を突いて、雅史は、傍にいた新井に、次の洗濯物は洗わないで欲しいと告げた。洗濯物は、女物の手袋、スカーフ、マフラーなどであった。訳が分からなくなった新井は、沢田を求め「喫茶ロッキー」へ向かった。

### 東京、東京
3月の大学卒業式。出席した新井と、アライクリーニングの従業員たちが卒業を祝っている中、1人の女性が現れた。同じ商店街に住んでいた糸村麻由子（いとむら まゆこ）だ。糸村は、不動産屋の娘。現在は広告会社に就職し、親と別居し、親から与えられたマンションの一室で暮らしている。それからしばらくしたある日、新井は商店街の縁で糸村の親から集配を兼ねた娘の様子見をして欲しいと頼まれた。商店街の義理に断ることもできず、糸村のマンションを訪れた新井は、チノパンを履き、髪を茶髪に染めた糸村の姿を認めた。再会に世間話をする糸村を、新井は引き取る衣類はないかと遮った。糸村は、クリーニングに出す衣類はないという。
2度目の集配は出なかった。沢田に尋ねると沢田は「男」ではないかと答えた。3度目の集配では、ジーンズを履いて現れた。糸村は、出す衣類はない。ないから、もう来ないで欲しいと答えた。「喫茶ロッキー」で沢田に聞かせると、沢田は、糸村を連れてきて欲しいと答えた。新井は、糸村を連れてくることにした。

### 秋祭りの夜
9月。商店街で秋祭りが行われることになっていた中、新井は集配に訪れた渡辺（わたなべ）という男からワンピース5点、ジャケット1点、浴衣1点を受け取った。商店街の事情から、男は水商売の者かと怪しむ中、丁度スナックからの衣装を仕分けしていた新井は茂田に尋ねた。茂田は、バブル景気と合わせて化繊が水商売に使われる成り立ちを新井に聞かせた。
「喫茶ロッキー」で沢田に聞かせると、沢田は渡辺の仕事は確かに水商売関係で、無店舗営業の者である、例えば「デリヘル」ではないかと答えた。驚く新井に、まだ分からない中での推測であることを伝えた。酔いが回り、アライクリーニング閉店時間を過ぎた帰り道、新井は渡辺からウィスキーに濡れた1点限りのジャケットを手渡され、急ぎの仕上げを依頼される。新井は茂田宅を尋ね、茂田と共に依頼にとりかかった。

### 商店街の歳末
注文内容が決まっている高木（たかぎ）を例とした、シャツへの糊の取扱いを巡って茂田と意見を交わし、成長を褒められながらも、新井は、アイロンを振るう茂田の姿を見る度、アライクリーニング勤務までに至る茂田の経緯が気になってきた。
拍子木の鳴る12月後半。新井は「喫茶ロッキー」に現れた糸村から自身の部屋で怪奇現象が発生していること、商店街を見つめ、声をかけると幽霊のように消える女の話を聞いた。沢田は推測としての推理を行い、その場は解散となった。
次の日より茂田は、ある種類の衣類を入念に調べるようになった。不審に思った新井は沢田に理由を尋ねた。

### 続編 ゴルフ帰り同盟
『切れない糸』の結びから1年と1日後。新井は23になり、沢田は「エピローグ」での一件が落ち着き、それぞれに暇な炎天下の13時すぎ。2人は「喫茶ロッキー」で寛いでいた。その中を「ゴルフ帰り」という60代ぐらいの男たち4人が店内を確認しつつ「喫茶ロッキー」を尋ねた。4人の特徴は、禿げ頭、ポロシャツ、太っちょ、ベスト着用、と様々な風体だった。
4人は、まず「暑かった」とクリームソーダを飲んだ後、フライドポテト、ナポリタンスパゲティ、チキンライス、ハンバーグ、シーフードフライを立て続けに4人分頼んだ。居合わせていた新井も手伝うことになり、順番に料理を作り、届ける中を最後のシーフードフライで注文がついた。4品全てバラバラだったため、全部同じにできないか、という。材料がなくてできない、と答えると、ではこの4品全てバラバラの形で、後3皿分頼めないかと尋ねた。奇妙な注文の仕方を不思議に思った新井は、答えが思い浮かんだ沢田に理由を尋ねた。

## 登場人物

### 主要人物
新井和也（あらい かずや）
大学卒業前の22歳。成績は中ほどで、とりたてて自慢できる要素はないが、「声を掛けやすい」と人に頼られ、小学校のころ、健太郎（けんたろう）という肥満児に頼られた経験を持つ。自身は放っておけないお節介屋。雑種の犬コロを飼っている。知人からは「カズ」と呼ばれている。梅本の2人兄妹の家族構成を知り、妹である『和菓子のアン』主人公梅本杏子（うめもと きょうこ）を「洋菓子かとれあ」で見かけている。
沢田直之（さわだ なおゆき）
新井の友人。喫茶店「喫茶ロッキー」でアルバイトをしている。調理師免許を取得し、マスターがいない日でも店を開ける。新井が持ち込む「日常の謎」に推理を披露していく安楽椅子探偵。頼りになる一方で、人を寄せ付けない一面を持つ。笑うと目が糸のように細くなる。

### アライクリーニング
松岡、竹田、梅本は、全員女性でパート待遇。新井他から名字先頭1文字をとって「松竹梅トリオ」、「プロローグ」で先代の急死から立ち上がった姿に新井から「チャーリーズ・エンジェル」と讃えられた。
新井和夫（あらい かずお）
故人。前「アライクリーニング」店主。生前の年齢として54歳。突然の頭痛に階段から落ちて急死。死因は、新井が聞いた話としてクモ膜下出血か脳溢血。
新井良枝（あらい よしえ）
新井の母。52歳。
松岡（まつおか）
3人のリーダー格。先代の新井和夫が倒れた際に傍にいた。
竹田（たけだ）
おっとりしているが、それが客には良い印象を与えて評判が良い。
梅本（うめもと）
いつもお菓子を持ち歩いている。梅本杏子の母。
茂田鉄二（しげたてつじ）
アイロン掛けと仕立て作業のベテラン。自宅がアライクリーニングより近くにある。学校から帰宅時、必ず新井に今日の出来事を尋ねる等、新井にとっては父親にも等しい存在。周りからは「シゲさん」と呼ばれている。先代の新井和夫とは縁があった。

## 書誌情報
- 『切れない糸』2005年5月25日初版発行、ISBN 978-4-488-01205-2 - 単行本版
  - 『切れない糸』2009年7月17日初版発行、ISBN 978-4-488-45704-4 - 創元推理文庫版
- 「ゴルフ帰り同盟」
  - 『ミステリーズ!』vol.23 JUNE 2007、2007年6月15日発行、東京創元社、ISBN 978-4-488-03023-0